# شوجو تسوباکی
شُوجو تسوباکی (少女椿?, دختر کاملیا)
 مجموعه مانگایی ژاپنی به نویسندگی و تصویرسازی سوئه‌هیرو ماروئو است. این مجموعه بین اوت ۱۹۸۳ الی ژوئیه ۱۹۸۴ در مجلهٔ سینن مانگای گارو به صورت سریالی به چاپ می‌رسید، و در قالب یک تک جلدی در سپتامبر ۱۹۸۴ توسط انتشارات سیریندو منتشر شد. ژانر این مجموعه ارو گورو است و در حال بازآفرینی کامی‌شیبای دوره شووا همنام نانیوا سیون می‌باشد و دربارهٔ یک گلفروش جوان به نام میدوری است که فریب خورده تا در یک نمایش عجیب‌الخلقه‌ها کار کند.
نسخه‌های چاپی اصلاح شده این مانگا توسط سیریندو در سال ۱۹۹۹ و سیرین کوگه‌ایشا در سال ۲۰۰۳ عرضه شد، و بلست بوکس ترجمه انگلیسی آن را در سال ۱۹۹۳ تحت عنوان نمایش عجیب‌الخلقهٔ آقای آراشی منتشر کرد. با الهام از این مانگا در سال ۱۹۹۲ یک فیلم انیمه‌ای توسط هیروشی هارادا دستمایه اقتباس قرار گرفت که به زبان انگلیسی تحت عنوان میدوری: دختری در نمایش عجیب‌الخلقه‌ها منتشر شد. یک فیلم اقتباسی لایو اکشن نیز توسط توریکو به نام میدوری: دختر کاملیا در مه سال ۲۰۱۶ به نمایش درآمد.
شوجو تسوباکی به عنوان یک کلاسیک از ژانر ارو گورو الهام گرفته شده از دههٔ ۱۹۲۰ (میلادی) ماروئو در نظر گرفته می‌شود و یکی از مورد تقدیرترین مانگاها در ژانر خود محسوب می‌شود. فیلم انیمه‌ای این اثر به خاطر استفاده فراوان از خشونت همراه با نمایش دقیق جزئیات آن شهرت دارد. فیلم لایو اکشن شامل بخش‌های پویانمایی و داستانی گسترش یافته با عناصری از کامی‌شیبای اصلی است.